# Bartel Leendert van der Waerden
Bartel Leendert van der Waerden (ur. 2 lutego 1903 w Amsterdamie, zm. 12 czerwca 1996 w Zurychu) – holenderski matematyk, pracujący twórczo w wielu dziedzinach matematyki.
Był jednym z ostatnich uniwersalistów – wniósł istotny wkład do rozmaitych dziedzin matematyki: geometrii algebraicznej, teorii grup, topologii, teorii liczb, geometrii, kombinatoryki i w szczególności teorii Ramseya, analizy matematycznej, teorii prawdopodobieństwa, statystyki matematycznej czy mechaniki kwantowej. Zajmował się również historią matematyki i innych nauk matematyczno-przyrodniczych.

## Życiorys
Studiował na Uniwersytecie w Getyndze u Emmy Noether, doktorat pisał pod kierunkiem Hendrika de Vriesa. Otrzymał za niego nagrodę miasta Amsterdam.
W roku 1928 habilitował się w Getyndze, otrzymał stanowisko na Uniwersytecie w Rostocku i kolejne w Groningen. W roku 1931 został profesorem matematyki na Uniwersytecie w Lipsku, gdzie zawarł znajomość z Wernerem Heisenbergiem i Leopoldem Infeldem (z którym napisał pracę na temat zastosowań rachunku spinorowego w ogólnej teorii względności).
Opublikowana w 1930 roku monografia van der Waerdena Algebra na długie lata stała się wzorem pisania o matematyce. W książce tej van der Waerden podał do dziś powszechnie przyjmowany układ aksjomatów grupy.
Po II wojnie pracował przez pewien czas dla potentata naftowego Royal Dutch/Shell w dziedzinie zastosowań matematyki. W roku 1947 przebywał na Uniwersytecie Johnsa Hopkinsa w Stanach Zjednoczonych. W roku 1951 objął katedrę matematyki na Uniwersytecie w Zurychu, gdzie pozostał już do końca życia.
Był członkiem zagranicznym Królewskiej Holenderskiej Akademii Sztuk i Nauk. W 1973 został odznaczony Pour le Mérite za Naukę i Sztukę